# 박지수 (1988년)
박지수 (朴芝秀, 1988년 7월 22일 ~ )는 대한민국의 배우이다. 유지태 감독의 첫 장편 연출작인 2013년 영화 <마이 라띠마>로 정식 데뷔하였고 그 해 청룡영화상 신인여우상을 수상하였다.
영화 <마이 라띠마>(2013)에 이어 드라마 <잉여공주>(2014), 미스터리 스릴러 영화 <사월의 끝>(2017)로 연기력 호평을 받았으며 영화 <사월의 끝>으로 부천국제판타스틱영화제 여우주연상을 받았다.

## 성장 과정 및 데뷔
박지수는 서울시 송파구에서 태어났다. 2녀 중 장녀이다. 본명인 박지수는 아버지가 직접 지어준 이름이다. 부모님이 어렸을때부터 자녀들에게 인품과 인성 교육을 많이 시켰다고 한다.
공부도 두루두루 잘하는 편이었으나 장래희망은 늘 예술계 쪽이었다. 절대음감을 가지고 있으며 초등학교 시절 피아노 선생님은 박지수가 피아니스트가 되길 권유 했었고, 미술학원 선생님은 그림쪽으로 진학을 권유 했다고 한다. 하지만 아버지가 너무 어린시절 부터 입시를 하는 것을 반대하였고 평범한 중학교를 진학하였다. 중학생 시절 틈틈히 연습장에 만화나 그림그리는 것을 좋아하였고, 아버지가 장래희망을 물어보았을 때 만화가나 화가가 되고싶다고 이야기한 후로, 그녀의 부모님이 예술계 진학을 적극 지지해주었다. 한국애니메이션고등학교에 진학해 영화와 시각예술에 관심이 생겼으며 이때만 해도 영화미술을 해야겠다고 생각해서 한국예술종합학교 무대미술과에 진학했다고 한다.
한국예술종합학교 재학 당시, 학교 공연에 배우이자 피아노 연주자로 무대에 선 적이 있으며, 이 공연을 본 영상원 영화과 학생이 본인이 연출을 준비하던 단편영화에 여주인공으로 캐스팅 하며 연기를 시작하게 되었다. 대학생 시절 모델 아르바이트를 하며 카메라 앞에 서게 되었는데 이 때 카메라 앞이 편안하다고 느꼈다고 한다. 대학교 4학년, 졸업을 앞두고 오디션을 본 작품이 유지태 감독의 <마이 라띠마>였고 이 작품으로 연예계에 데뷔했다. 독립영화부터 시작해서 차근차근 쌓아올린 필모그라피가 돋보이는 배우이다.

## 학력
- 광남초등학교 (졸업)
- 광남중학교 (전학)
- 잠신중학교 (졸업)
- 한국애니메이션고등학교 (졸업)
- 한국예술종합학교 연극원 학사 (졸업)

## 배우 활동
유지태 감독의 첫 장편 연출작인 2013년 영화 《마이 라띠마》로 데뷔하였다. 이 영화에서 박지수는 국제 결혼으로 한국에서 힘들게 살아가는 태국 이주 여성 ‘마이 라띠마’ 역을 연기하여 2013년 청룡영화상 신인여우상을 수상하였다.
2016년 영화 《사월의 끝》으로 부천국제판타스틱영화제 여우주연상을 수상하였다.

## 연기 활동

### 드라마
- 2014년 tvN 목요드라마 《잉여공주》 ... 윤진아 역
- 2020년 SBS 일일드라마 《엄마가 바람났다》 ... 박혜진 역

### 영화
- 2012년 《회사원》 ... 의무실 직원 역
- 2013년 《마이 라띠마》 ... 마이 라띠마 역
- 2013년 《네버다이 버터플라이》 ... 세진친구 역
- 2016년 《나는 아직도 당신이 궁금하여 자다가도 일어납니다》(단편) ... 지수 역
- 2017년 《사월의 끝》 ... 현진 역
- 2017년 《유리정원》... 수희 역
- 2019년 《히치하이크》... 서울 경찰1 역
- 2022년 《살인청부업자》... 딜러 역

### M/V
- 2013년 김아일 - ‘V*$*V’
- 2016년 YB - ‘꽃비’
- 2017년 박재정 - ‘시력’
- 2022년 정혜선 JERASTAR - ‘꿈속의 꿈’

## 수상 및 후보
| 연도 | 시상식                        | 부문                               | 작품        | 결과 |
| ---- | ----------------------------- | ---------------------------------- | ----------- | ---- |
| 2013 | 제34회 청룡영화상             | 신인여우상                         | 마이 라띠마 | 수상 |
| 2014 | 제9회 맥스무비 최고의 영화상  | 최고의 여자신인배우상              | 마이 라띠마 | 후보 |
| 2014 | 제1회 들꽃영화상              | 신인배우상                         | 마이 라띠마 | 후보 |
| 2014 | 제50회 백상예술대상           | 영화부문 여자 신인연기상           | 마이 라띠마 | 후보 |
| 2017 | 제21회 부천판타스틱국제영화제 | 코리안판타스틱 장편부문 여우주연상 | 사월의 끝   | 수상 |